# インペリアル・エアウェイズ1933年ディクスマウデ墜落事故
インペリアル・エアウェイズ1933年ディクスマウデ墜落事故は、1933年3月28日に発生した航空事故または事件。インペリアル・エアウェイズの旅客機がベルギーのディクスマウデ付近で機上火災により墜落し、乗客乗員15名全員が死亡した。発生当時は英国航空史上最悪の墜落事故だった。原因として乗客の歯科医師アルバート・ヴォスによる放火が疑われており、その限りで航空史上初の破壊行為による墜落事件と言われる。ヴォス自身は墜落する機体から自ら飛び降りたと見られ、墜死した。

## 事故
事故機はインペリアル・エアウェイズのロンドン＝ブリュッセル＝ケルンを結ぶ定期旅客便であり、それまで約5年間同航路を飛んでいた。事故が発生したのはブリュッセル発ロンドン行の行程で、ブリュッセルから北上してフランダースを通過し、イギリス海峡を幅50-マイル (80 km)とする航路で越えてからケント州の田園地方を経由してサリー州のクロイドン空港に降りる予定だった。所要時間は2時間であり、定刻を少々遅れて1933年3月28日午後12:30過ぎにブリュッセルを出発した。
ベルギー北部の平野を飛んでいたところ、同機は火災を起こして高度を落とし、墜落する様子を地上から目撃された。また、墜ち始めた機体から乗客1人がパラシュートなしで飛び降りて地面に落ちるのが見えた。後にこの人物はイギリスに移住したドイツ人でありマンチェスターで歯科医を営むアルバート・ヴォスと判明した。事故機は地表衝突寸前の高度200フィート (60 m)で2つに分解して別々に墜ち、機内に残っていた全員が即死した。

## 調査と審問
調査の結果、火災は客室後部の手洗い所か、その後ろの貨物室から発生したと判った。機体前部やエンジン、燃料系統などの残骸には墜落前に燃えた形跡がなかった。このため調査官は、何らかの可燃物が乗員乗客の不注意や振動等の自然要因で発火したか、または意図的に爆破されたものと結論した。
ヴォスの死因審問において、少なくとも1人の証人がヴォスを容疑者として告発した。それは疎遠になっていたヴォスの兄弟で、ヴォスの大陸渡航は表向き麻酔薬の買付を装いつつ、実は副業の麻薬密輸を隠蔽するものだったと申し立てた。この噂は以前からヴォスに付きまとっており、ロンドン警視庁が捜査中だったとも言われる。ヴォスは姪と共に事故機に搭乗していたと言われるが、ヴォスの兄弟によると2人とも司直の手が迫っているのを察知していた。この説では、ヴォスは捜査を逃れるため彼が仕事柄好きにできた様々な可燃物を使って乗機を墜とし、混乱に乗じて脱出して、死体の数が合わないことに誰も気付かないことを狙っていた。

この他に事故を装った自殺説もある。死因審問官によるとヴォスは経済的苦境にあり、ドイツでは横領容疑で警察に追われ、前年10月にはアスピリン大量服用による自殺未遂を起こした。事故当時は他の保険に加えて500ポンドの飛行保険に加入していた。

検死の結果、ヴォスは飛び降りる前は手の火傷を除き無傷だったことが判った。陪審の評決は"死因不明"(open verdict)となった。これは死因を"事故死ではないと看做しうるが、特定するには死因審問官が提示した証拠が不十分"とするものである。